# Albert Grégorius
Albert Jacques François Grégorius, ou Albert Jakob Frans Gregorius, né le 26 octobre 1774 à Bruges et mort dans la même ville le 25 février 1853, est un peintre belge.

## Biographie
Albert Grégorius se rend à Paris, où il est l'élève de Joseph-Benoît Suvée en 1801 et de Jacques-Louis David à partir de 1802. Après un séjour à Paris de 33 ans, il est nommé directeur à l'académie de sa ville natale en 1835. Ford Madox Brown y était un de ses élèves. Il est spécialisé dans l'art du portrait.

## Salons
Albert Grégorius expose aux Salons parisiens de 1812 (n° 436), 1814 (n° 467 à 471), 1817 (n° 388 à 390), 1824 (n° 807), 1827 (n° 487), 1831 (n° 990), 1833 (n° 1136), 1834 (n° 908), et 1835 (n° 986).

## Collections publiques
En Belgique

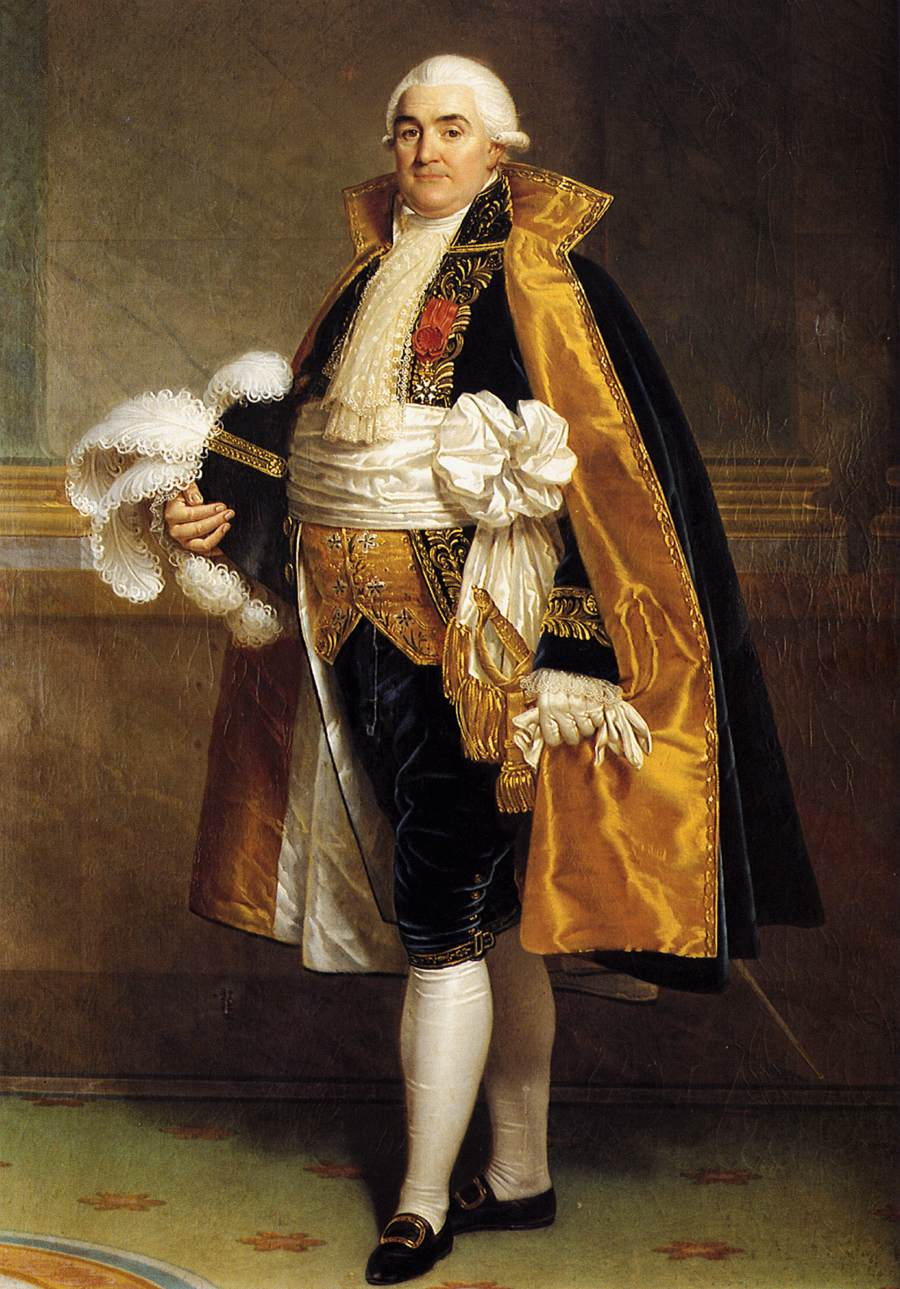
Portrait du comte Charles Antoine Chasset (1813), Bruges, musée Groeninge.

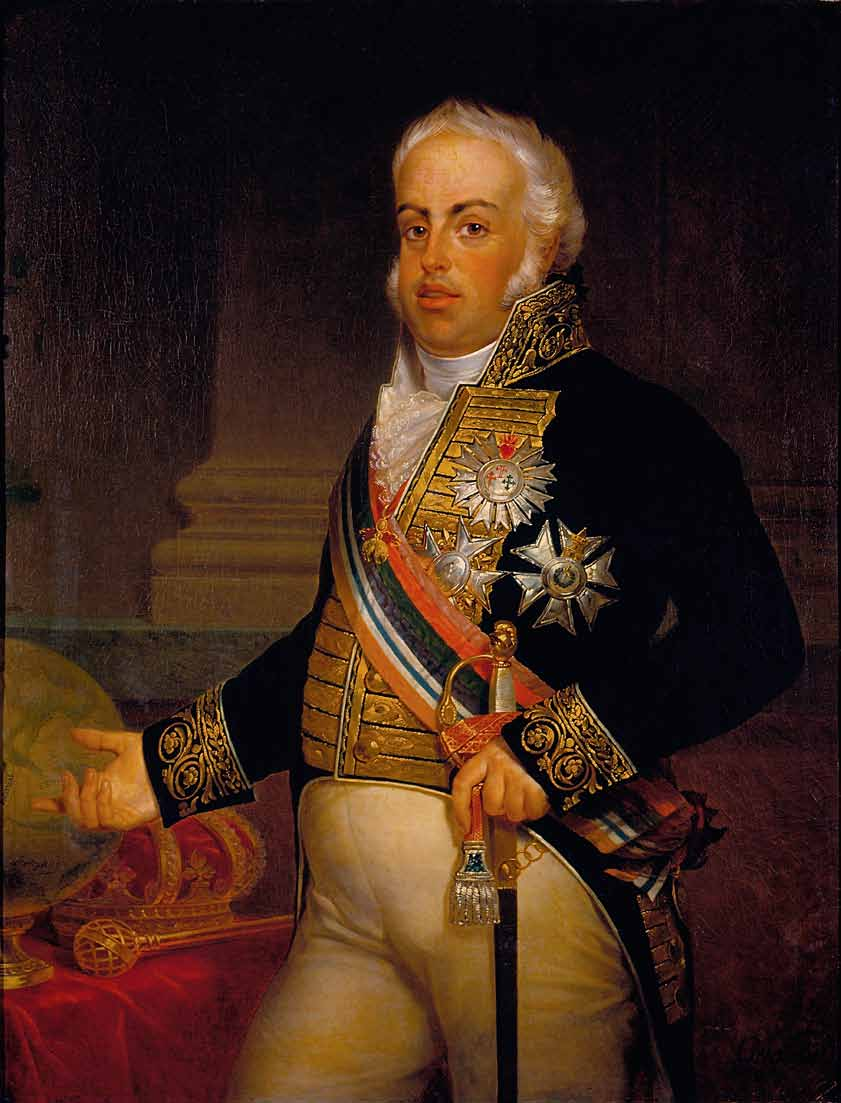
Portrait du roi Joao VI du Portugal (816-1826), Lisbonne, palais national d'Ajuda.

- Bruges, Cabinet Steinmetz : dessins
- Bruges, musée Groeninge : Portrait du comte Charles Antoine Chasset, 1813
- Bruges, guilde de Saint-Sébastien (nl) : Portrait d’Amédée Visart de Bocarmé, chef de la gilde des archers de Saint Sébastien à Bruges, 1847
- Bruges, collection OCMW : 
  - Portrait de (?) Dieryckx, tuteur de l’école des Bogaerden à Bruges, 1805
  - Portrait de Joseph De Meulemeester en jeune artiste, vers 1810
- Bruxelles, musée royal de l'armée et de l'histoire militaire : Journal de Jean-Baptiste Coppieters, soixante aquarelles des uniformes militaires des années 1789 à 1794
- Bruxelles, Musées royaux des Beaux-Arts de Belgique, Scène antique avec bateau, vers 1810, dessin

En France
- Bordeaux, église Saint-Nicolas-des-Graves : Annonciation, 1828, d’après Eustache Lesueur
- Boulogne-Billancourt, bibliothèque Marmottan : estampes
- Lille, palais des beaux-arts : Portrait d'Alfred de Guernoval en uniforme, 1812
- Paris, musée du Louvre : Les trois Dames de Gand (attribution), vers 1818
- Versailles, musée de l'Histoire de France :
  - Maximilien-Sébastien comte Foy en uniforme de lieutenant d'artillerie (1773-1825), 1817, huile sur toile[1]
  - Portrait de Nicolas Perrenot, seigneur de Granvelle (1486-1550), 1834
  - Portrait d'Antoine Perrenot, cardinal de Granvelle, 1834
  - Nicolas Dahlmann, général de brigade en 1806 (1769-tué à Eylau en 1807), Salon de 1814, huile sur toile[2]

Au Portugal
- Lisbonne, palais national d'Ajuda : Portrait du roi Joao VI du Portugal, 1816-1826

Au Royaume-Uni
- Londres, British Museum : estampes

En Suisse
- Coppet, château de Coppet : 
  - Portrait d’Albertine de Staël, épouse de Broglie, 1815
  - Portrait d'August Wilhelm von Schlegel, 1817